# Taylor Pond Wild Forest
La Taylor Pond Wild Forest est une réserve forestière américaine située dans les comtés de Clinton, d'Essex et de Franklin, dans l'État de New York. Elle fait partie du parc Adirondack, dans les Adirondacks.